# Achias kentae
Achias kentae är en tvåvingeart som beskrevs av Mcalpine 1994. Achias kentae ingår i släktet Achias och familjen bredmunsflugor. Inga underarter finns listade i Catalogue of Life.